# Файоль, Франсуа Жозеф Мари
Франсуа-Жозеф-Мари Файоль (фр. François-Joseph-Marie Fayolle; 15 июля 1774, Париж — 12 февраля 1852, Париж) — французский писатель, поэт, музыковед, математик. Автор популярного исторического словаря музыкантов и художников, ряда работ по теории вероятности.

## Биография

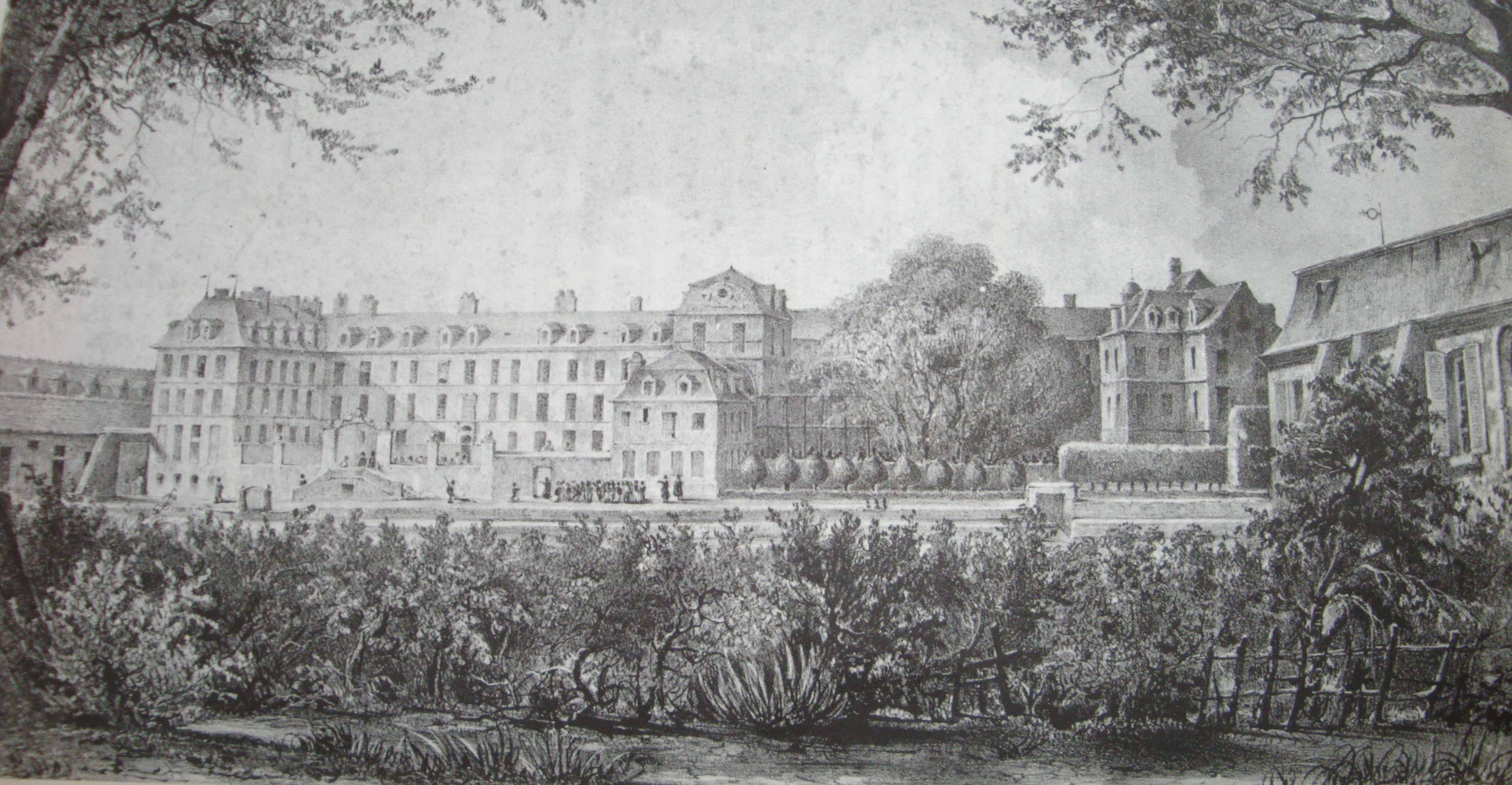
Иезуитский колледж Жюйи — место учёбы Файоля

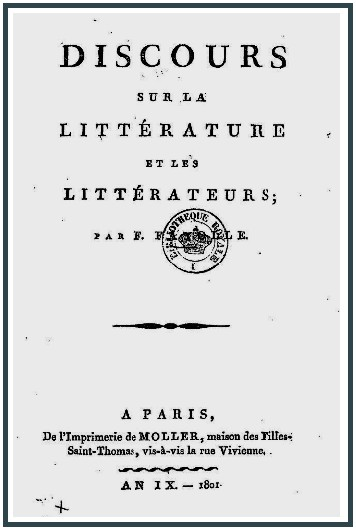
Франсуа-Жозеф-Мари Файоль. Дискуссия о литературе и писателях, 1801

Свое первое образование Франсуа-Жозеф-Мари Файоль получил в закрытом иезуитском колледже Жюйи. Колледж ставил своей задачей поднять религиозный, духовный и моральный уровень французского духовенства, что и предназначалось юному Франсуа. Однако бурные события Французской революции подорвали авторитет церкви, и после окончания колледжа Франсуа поступает в Национальную школу мостов и дорог. Его будущая профессия — инженер, строитель и контролер строительства дорог, мостов и каналов и общегородской планировки. Он получает знания в области геометрии, алгебры, механики, гидравлики. После школы он становится студентом только что созданной Политехнической школы и в течение трёх лет занимается изучением высшей математики под руководством ведущих преподавателей института Прони, Лагранжа и Монжа. Вдохновляемый Лакруа, он готовит ряд математических публикаций, в том числе по математической теории лотерей, однако неожиданно для наставников Файоля его интерес переключается на область литературы и поэзии.

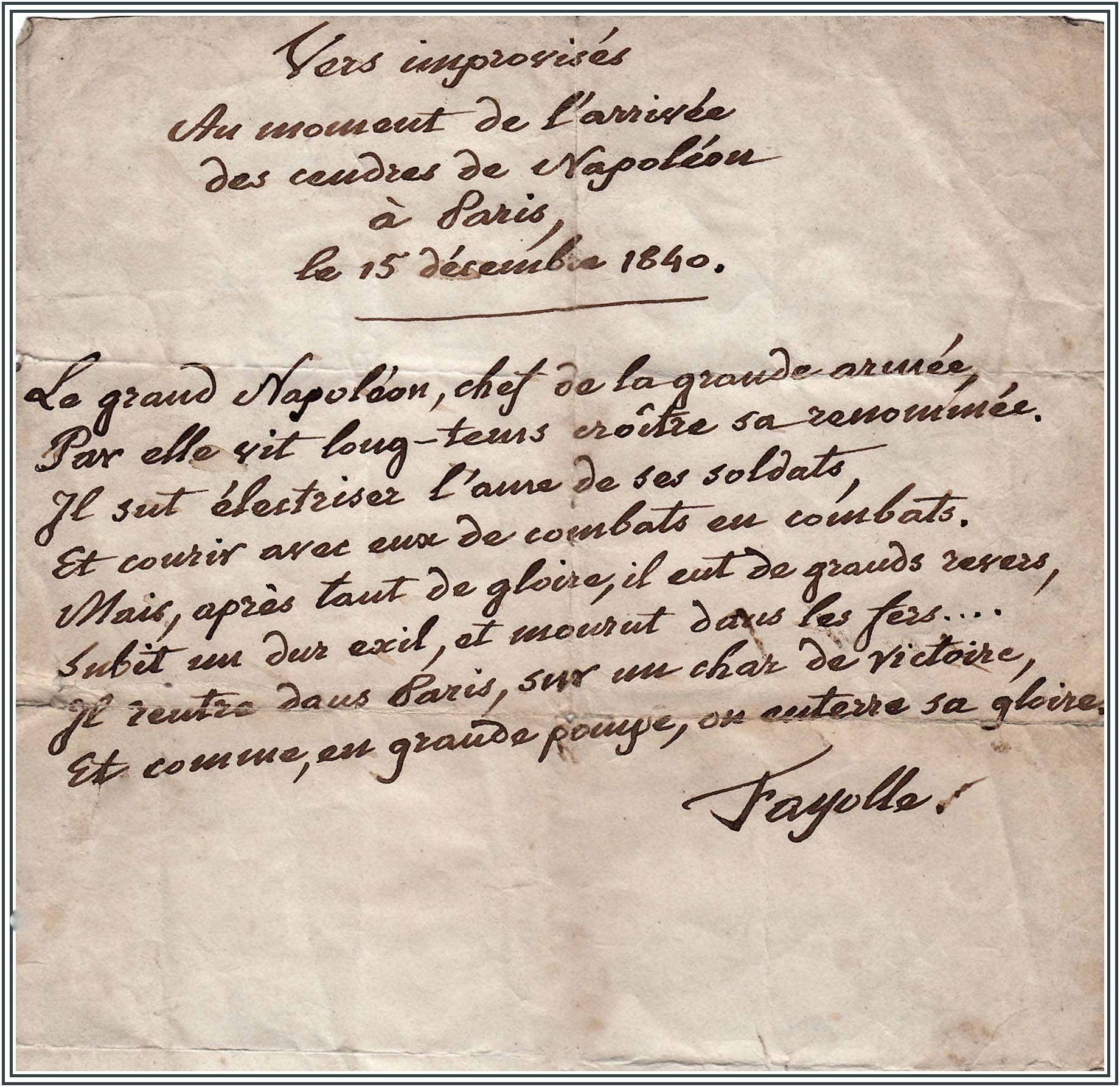
Стихотворение, посвящённое перезахоронению Наполеона (1840)

Великолепный Наполеон — лидер великой армии,

Как долго он блистал в лучах своей славы.

Он был способен электрифицировать души своих солдат,

Чтобы идти вместе с ними, сражаясь в боях…
Знания в области литературы Франсуа-Жозеф-Мари Файоль получал по курсу литературы Жана Пьера Луи де Фонтана в Мазаринском коллеже (Коллеж Четырёх Наций), прочитанному до 18-го года Фруктидора.
В этот период жизни он оставляет свои занятия математикой, начинает писать стихи и занимается переводами.
Франсуа-Жозеф-Мари Файоль приветствовал приход к власти Наполеона. В конце жизни он написал стихотворение, посвящённое перезахоронению праха бывшего императора.
Проявив живой вкус к поэзии и, вероятно, не без влияния Жана Пьера Луи де Фонтана, он перевёл шесть из двенадцати книг Энеиды, однако затем приостановил свою работу над переводом. На этот раз причиной смены тематики его работы стала идея написания исторического музыкального словаря. Кроме перевода Вергилия он успел выпустить поэтический сборник под названием «Четыре сезона Парнаса», который вышел в шестнадцати томах, печатался с 1805 по 1809 годы и за пять лет выдержал шесть изданий. Однако тематика сборника постепенно менялась. Со временем добавились несколько статей музыкальной направленности, в том числе биографические сведения о композиторах, которые Файоль почерпнул из биографического словаря композиторов («Historisch-biographisches Lexicon der Tonkünstler») немецкого теоретика музыки Иоганна Готфрида Вальтера, выпущенного в 1732 году. К сожалению, нанятый Файолем переводчик не был музыкантом и плохо разбирался в музыкальной терминологии, так что в тексте содержалось множество профессиональных неточностей, которые Файоль не исправил.
В 1809 году он взял на себя обязательство перед издателями перевести на французский язык популярный в Европе Биографический словарь композиторов и музыкантов немецкого композитора и музыковеда Эрнеста Луи-Гербера, издававшийся с 1790 года, однако в результате не ограничился простым переводом.

## Исторический словарь музыкантов и художников

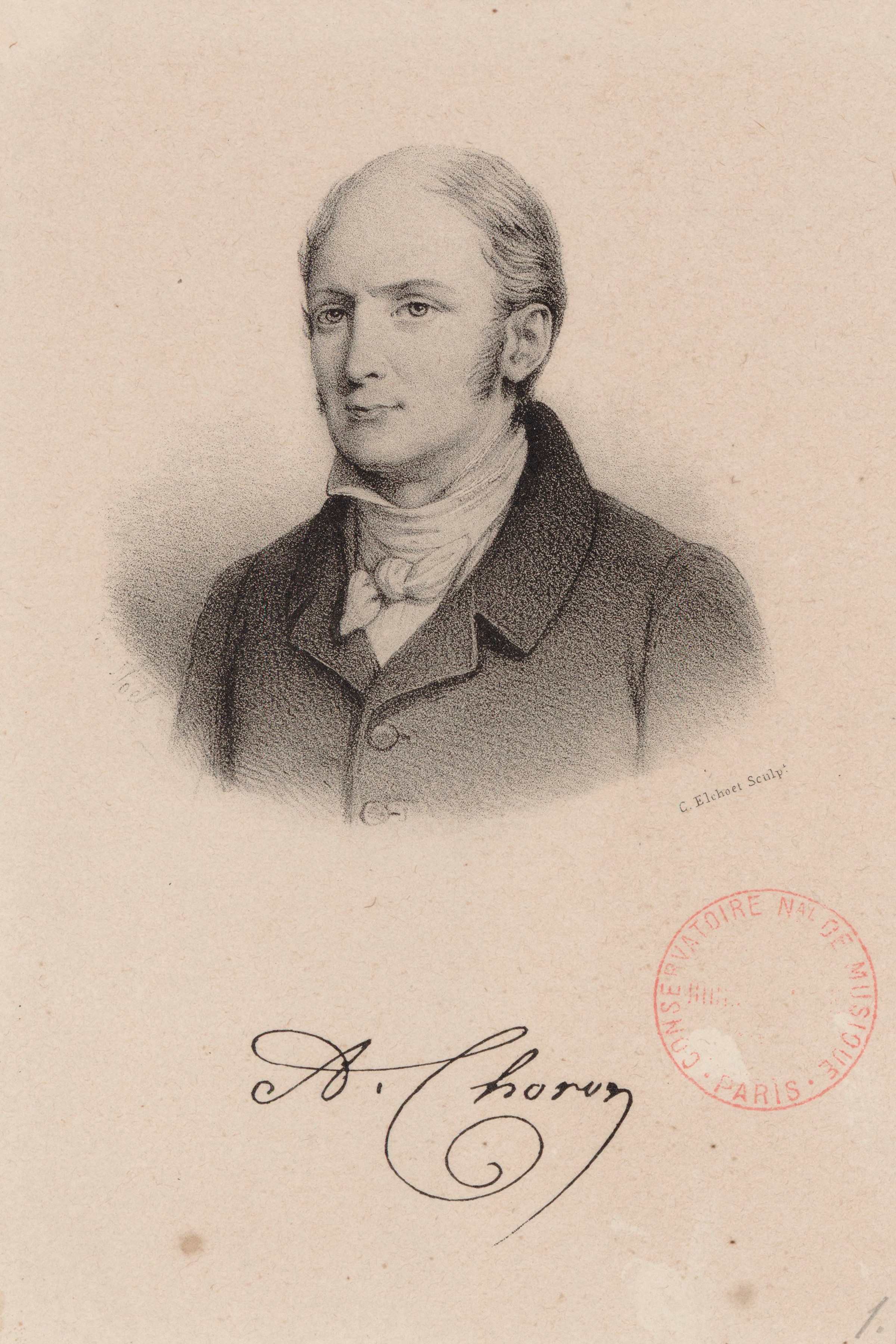
Александр Корон — соавтор исторического словаря музыкантов и художников

В 1809 году Франсуа-Жозефу-Мари Файолю стало известно, что Александр Корон, с которым он был знаком ещё по колледжу Жюйи и Политехнической школе и который считался одним из «наиболее образованных теоретиков, которых когда-либо знала Франция», собирает материал для своего исторического музыкального словаря и намерен опубликовать свою работу.
В конце 1809 года Файоль обратился к однокашнику с аналогичным своим проектом создания биографического словаря музыкантов и художников. Проект предполагал «создание, впервые на нашем языке, целой жизни и композиций известных музыкантов». Александр Корон дал согласие на совместную работу.
Вскоре здоровье Корона, в результате чрезмерного перенапряжения многочисленными занятиями, ухудшилось, и на Файоля пришлась большая часть ответственности за работу и написание текста словаря. Им были написаны большинство биографий, за исключением введения и очень небольшого количества статей. «Эта работа стала его, и именно ему мы обязаны своим почтением и благодарностью» — писал в введении к словарю Александр Корон. За основу своих статей Файоль по-прежнему брал словарь Эрнеста Луи-Гербера, и часть профессиональных терминологических ошибок перекочевала из его прежних работ.
Первый том сборника Файоля и Корона появился в 1810 году под названием Исторический словарь, музыкантов-художников и любителей, мертвых или живых. Второй том был опубликован в 1811 году. Сохранились экземпляры, датированные 1817 годом, но они являются прежними изданиями, с изменённым фронтисписом.
Обладающий тонким музыкальным вкусом, Файоль берёт уроки музыки у известных парижских музыкантов. Он изучал гармонию у композитора и музыковеда Франсуа-Луи Перна, брал уроки мастерства игры на скрипке и виолончели у М. Барни — автора многих популярных композиций того времени, умелого инструменталиста и учёного музыковеда. Г-н Барни даже посвятил ему одну из своих композиций для виолончели.
Одновременно с историческим словарем Файоль задумал написать историю скрипки и сосредоточился на сборе произведений всех известных скрипачей, начиная от Корелли, а также смежной информации. После обширных исследований он приступил к написанию книги под названием «История скрипки» («Histoire du violon»), в которую были включены заметки о наиболее заметных скрипачах — виртуозах и композиторах, однако успел опубликовать лишь небольшую часть своей задумки под названием «Заметки о Арканджело Корелли, Джузеппе Тартини, Пьере Гавинье, Гаэтано Пуньяни и Виотти» (Париж, 1810).
После публикации своего биографического словаря Файоль стал известен в Европе. Он получил приглашение посетить Англию, куда и отправился примерно в 1815 году. Он продолжительное время проживал в Лондоне — до 1829 года, давая уроки французской литературы и зарабатывая статьями в лондонских газетах и журналах, в том числе модном музыкальном журнале «The Harmonicon». Вернувшись в Париж, он продолжил написание литературы музыкальной тематики. В 1830 году он опубликовал брошюру под названием «Паганини и Берио» («Paganini et Bériot»), в которой сравнивал игру этих двух знаменитых скрипачей, а также предоставил ноты и музыковедческую информацию в дополнение к 45-томному «Biographie-universelle» Жозефа Франсуа Мишо. К этому же периоду жизни относятся и несколько его поэтических сочинений.
Франсуа-Жозеф-Мари Файоль умер 12 февраля 1852 года в Париже.

## Коллекционерская деятельность
Файоль был заядлым коллекционером. Его коллекция музыкальных инструментов и библиотека музыкальной литературы имели большую историческую и научную ценность. Среди коллекционных предметов редчайшие инструменты, в том числе вертикальное пианино Пфайффера (Pfeiffer), а также скрипка Андреа Амати, подаренная ему И. Плейелем.
Среди собранных им большого количества портретов музыкантов были и выгравированные им самим изображения Жана-Батиста Картье, Никколо Паганини и др.

## Афоризмы
Файоль был мастером афоризмов. До нашего времени дошли несколько его высказываний.
- Предусмотреть значит рассчитать будущее, предвидеть — значит действовать.
- Время не щадит того, что мы сделали без него[18][19].